# Verrières-du-Grosbois
Verrières-du-Grosbois korábbi község (település) Franciaországban, Doubs megyében. 2017. január 1-jén Étalans és Charbonnières-les-Sapins községgel egyesült és Étalans új község része lett.
Lakosainak száma 38 fő (2014). Verrières-du-Grosbois Étalans, Gonsans, L’Hôpital-du-Grosbois, Naisey-les-Granges, Valdahon, Vercel-Villedieu-le-Camp és Fallerans községekkel határos.

## Népesség
A település népessége az elmúlt években az alábbi módon változott:
| Lakosok száma | 31   | 23   | 10   | 21   | 19   | 21   | 24   | 34   | 38   |
|               | 1968 | 1975 | 1982 | 1990 | 1999 | 2006 | 2011 | 2013 | 2014 |